# Schule von Barbizon

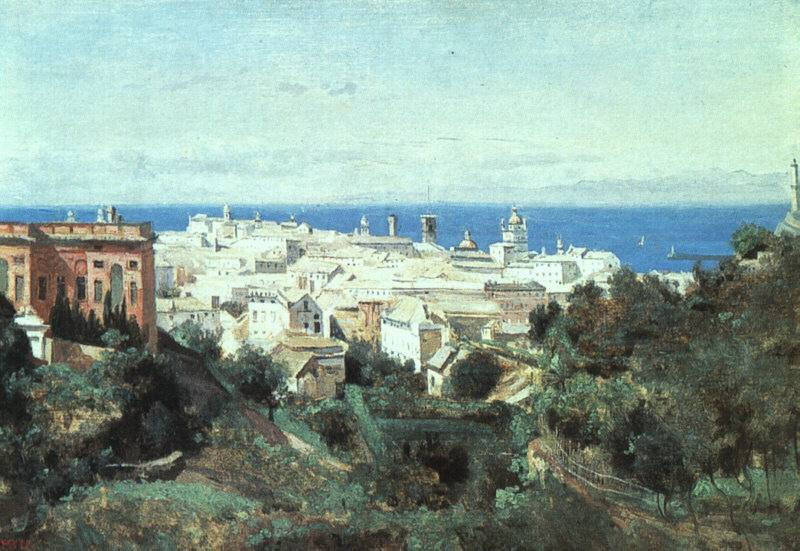
Jean-Baptiste-Camille Corot: Ansicht von Genua, 1834, Art Institute of Chicago, Chicago

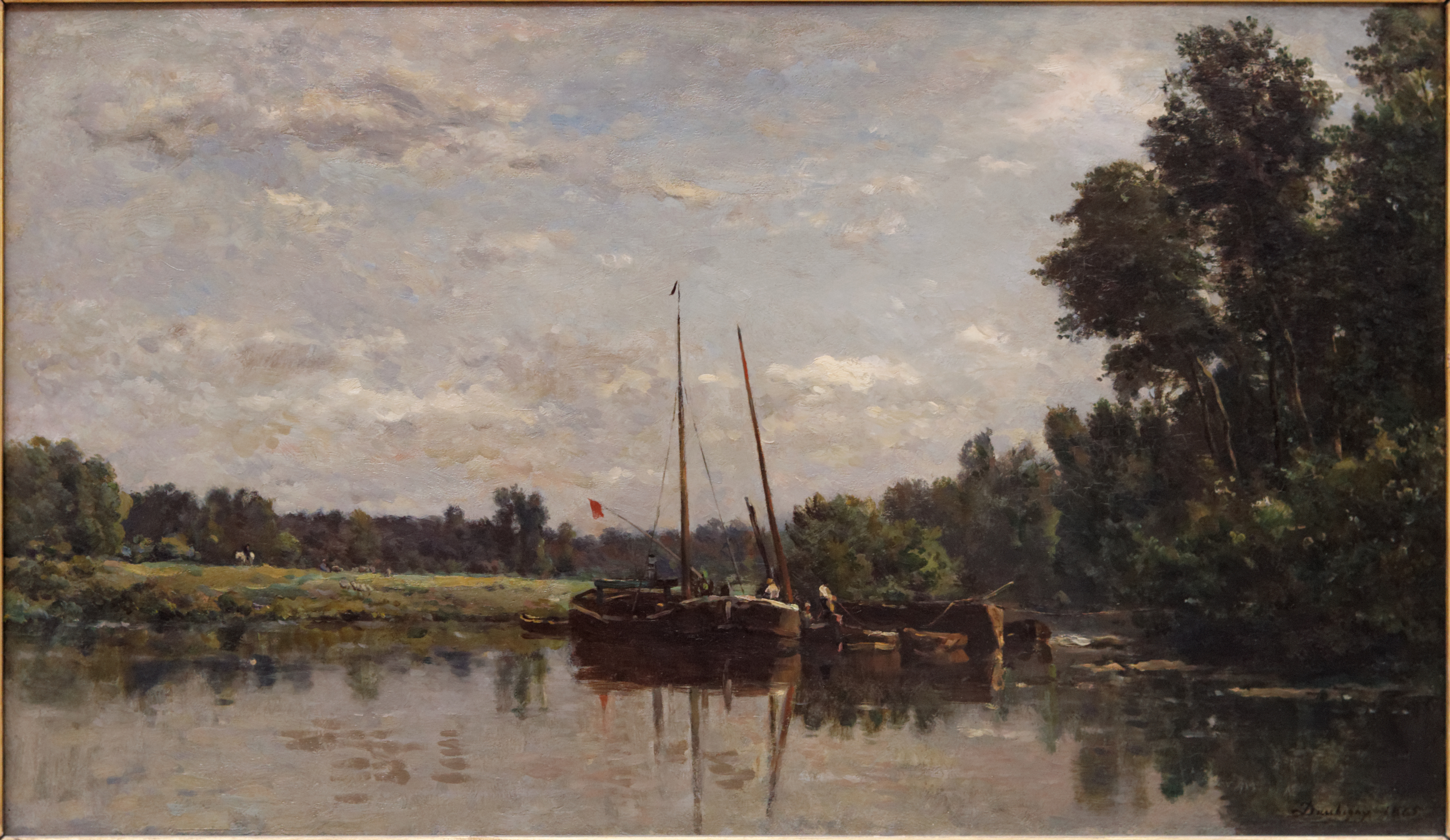
Charles-François Daubigny: Boote auf der Oise, 1865, Louvre, Paris

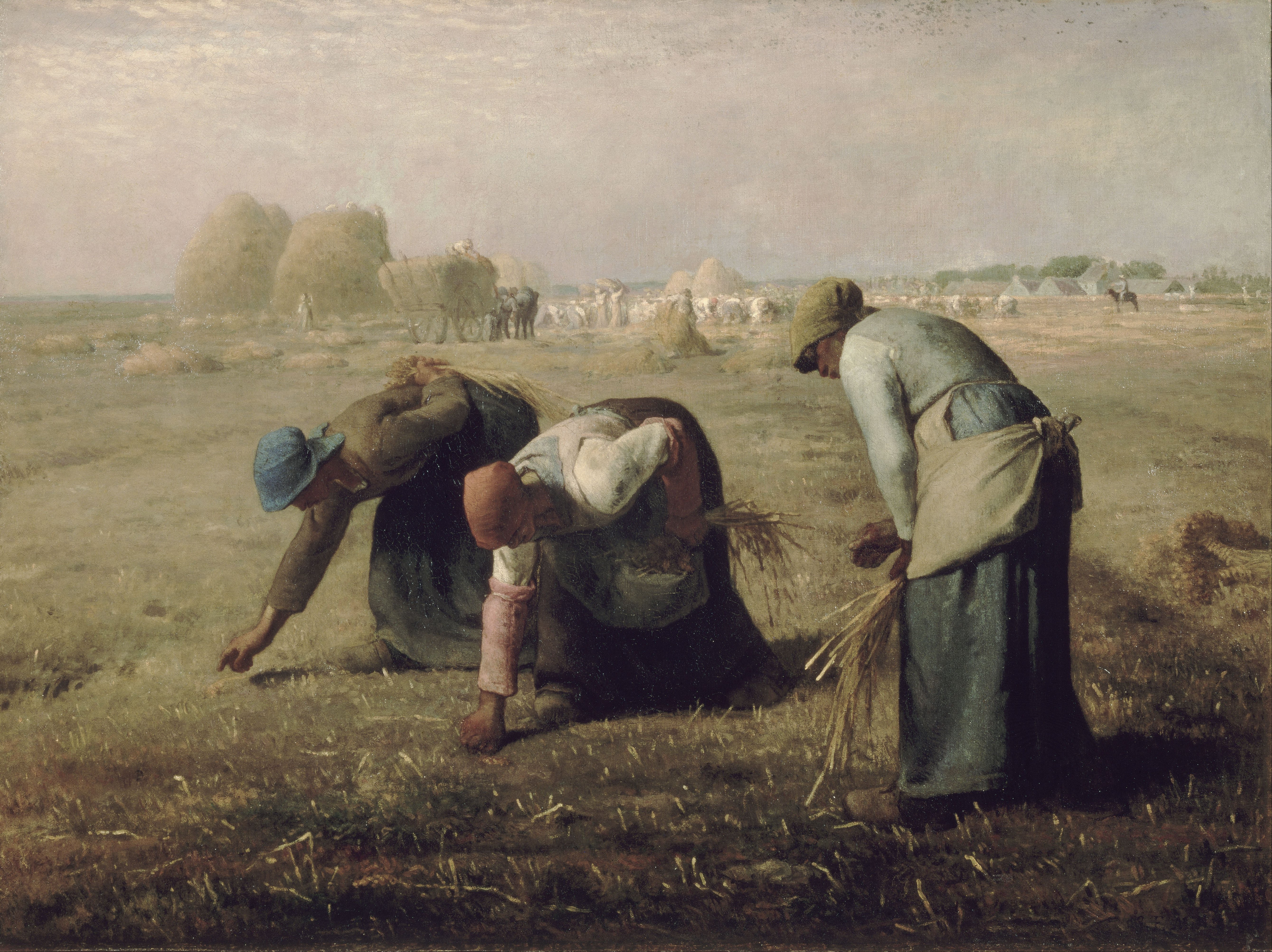
Jean-François Millet: Ährenleserinnen, 1857, Musée d’Orsay, Paris

Die Schule von Barbizon wurde von einer Gruppe französischer Landschaftsmaler gegen Ende des ersten Drittels des 19. Jahrhunderts gebildet. Die Künstler hielten sich im Dorf Barbizon am Wald von Fontainebleau auf. Es handelte sich nicht um eine Schule im engeren Sinne. Die Maler strebten weder eine einheitliche Ästhetik noch eine feste Schulstruktur an. Was sie einte, war vielmehr die Ablehnung der akademischen Lehre zugunsten eines unmittelbaren Zugangs zur Natur.
Die Malerkolonie, die um 1830 von Théodore Rousseau gegründet wurde und bis etwa 1870 bestand, beeinflusste maßgeblich die Landschaftsmalerei in ganz Europa, so vor allem den Impressionismus.

## Charakterisierung
Statt der vom klassischen Kanon geforderten Bilder mit historischen, religiösen oder mythologischen Themen malten die Vertreter der Schule von Barbizon kleinformatige Landschaften. Kennzeichnend für die Schule war die Hinwendung zur realistischen Naturdarstellung im Gegensatz zur klassisch-idealistischen Landschaftskomposition. Diese neue Sicht der bereits zum Impressionismus überleitenden Paysage intime wurde zu einem Markenzeichen der Gruppe.
Da weniger die Hinwendung zu einem bestimmten Ziel als vielmehr die Abwendung vom akademischen Klassizismus das verbindende Element der Gruppe war, unterschieden sich die Maler durch ihre jeweilige Auffassung.
Im Gegensatz zur klassischen Ateliermalerei fertigten die Künstler zunächst Skizzen unter freiem Himmel an und stellten ihre Werke später im Atelier fertig.
Während die meisten der Gemälde heutzutage als eher sentimental geprägt gesehen werden, galten einige zur Entstehungszeit wegen ihres sozialen Realismus als radikal, so zum Beispiel das Bild Ährenleserinnen von Jean-François Millet.

## Vorläufer
Anregungen fanden die Maler bei den zeitgenössischen englischen Landschaftsmalern John Constable und William Turner und den niederländischen Landschaftsmalern des 17. Jahrhunderts, insbesondere Meindert Hobbema und Jacob Isaackszoon van Ruisdael.

## Auswirkungen und Einflüsse
Die Schule von Barbizon hatte entscheidenden Einfluss auf die Impressionisten. Diese begaben sich oft auf der Suche nach Orten für ihre Pleinairmalerei in den Wald von Fontainebleau, wo sie auf die Maler von Barbizon trafen. Camille Pissarro war Schüler von  Corot, der zu jener Zeit als der führende Landschaftsmaler Frankreichs angesehen wurde.

## Wichtige Mitglieder der Gruppe
| - Théodore Rousseau (1812–1867), der Gründer der Gruppe - Ion Andreescu (1850–1882) - Antoine-Louis Barye (1795–1875) - Jean Birotte (1809–1893) - Karl Bodmer (1809–1893) - Jules Breton (1827–1906) - Louis Cabat (1812–1893) - Ferdinand Chaigneau (1830–1906) - Albert Charpin (1842–1924) - Antoine Chintreuil (1814–1873) - Jean-Baptiste Camille Corot (1796–1875) - Jean Désiré Gustave Courbet (1819–1877) - Charles-François Daubigny (1817–1878) | - Alexandre-Gabriel Decamps (1803–1860) - Alexandre Defaux (1826–1900) - Charles Deshayes (1831–1895) - Narcisso Virgilio Díaz de la Peña (1807–1876) - Jules Dupré (1811–1889) - Nicolae Grigorescu (1838–1907) - Henri Harpignies (1819–1916) - Charles Emile Jacque (1813–1894) - Jean-François Millet (1814–1875) - Charles-Olivier de Penne (1831–1897) - Constant Troyon (1810–1865) - Félix Ziem (1821–1911) - Claude Monet (1840–1926) |